# Konsensualizm
Konsensualizm – styl uprawiania polityki, którego istotą jest poszukiwanie rozwiązań zadowalających wszystkich, których obejmują skutki podejmowanych decyzji. Wedle A. Lijpharta styl ten uwarunkowany jest przede wszystkim postawą jaką prezentują elity polityczne (przywódcy i liderzy partyjni).

## Cechy konsensualnego stylu uprawiania polityki
- unikanie sytuacji, w których decyduje arytmetyczna większość głosów,
- podejmowanie decyzji głównie przez negocjacje wszystkich stron konkretnego konfliktu społecznego,
- minimalizacja elementu rywalizacji
- optymalne rozwiązania wielopłaszczyznowych konfliktów społecznych, zadowalające wszystkie ich strony, zapewniające kompromis.
- zdaniem J. Steinera decyzje oparte na poszukiwaniu "przyjacielskiego porozumienia", przeciwstawiają się decyzjom opartym na rywalizacji mającej na celu pokonanie mniejszości przez większość w konkretnej sytuacji oraz decyzjom represywnym, prowadzącym do trwałego podporządkowania mniejszości.

Model demokracji konsensualnej jest oparty na założeniu, że słowo „lud” jako podmiot władzy winno oznaczać tak wielką liczbę osób, jak jest to możliwe, zwłaszcza w warunkach występowania izolujących się mniejszości lub wrogich wobec siebie segmentów społeczeństwa.
Konsensualny model demokracji A. Lijpharta to reżim polityczny, w którym, w miejsce czystej zasady większości, pojawia się „ograniczenie, rozproszenie oraz udział we władzy na wiele różnych sposobów”.
Konsensualizm rozumiany jako sposób decydowania związany jest przede wszystkim z umiejscowieniem w systemie politycznym związków zawodowych i grup interesu reprezentujących pracodawców.
Instytucjonalizacja dwu- lub trójstronnego układu negocjacyjnego cechuje głównie Austrię, Danię, Holandię, Norwegię oraz Szwecję. 